# Plicht
Een plicht is een toezegging of verwachting om een bepaalde noodzakelijke handeling uit te voeren ofwel in het algemeen dan wel als zich bepaalde omstandigheden voordoen. Een plicht kan voortkomen uit een systeem van ethiek of moraal. Veel plichten zijn wettelijk vastgelegd, soms inclusief een straf- of aansprakelijkheid voor niet-nakoming. Het uitvoeren van je plicht kan enige opoffering van eigenbelang vereisen.

## Burgerplichten
- Belasting betalen
- Houden aan de wet

## Wettelijke verplichtingen
- Stemplicht
- Waarschuwingsplicht
- Zorgplicht